# Свідзинський Михайло
Свідзинський Михайло (1824, Таурів — 1857, Акатуй) — політичний діяч.

## Біографія
Народився в с. Таурів (нині село  Тернопільського району Тернопільської обл.) у сім'ї греко-католицького священика. Закінчив гімназію в м. Станиславів (нині м. Івано-Франківськ). Згодом навчався на філософському факультеті університетів у Братиславі (нині столиця Словаччини) і Львові (1840—42) та у Львівській греко-католицькій духовній семінарії. Виключений із семінарії, нелегально виїхав з Галичини за кордон. У Лондоні (Велика Британія) налагодив контакти з представниками польської політичної еміграції. Опісля з її виданнями повернувся до Галичини, але при спробі нелегально перетнути кордон був затриманий і поставлений під нагляд поліції.
На початку 1845 нелегально емігрував до Стамбула до агента князя А. Чарторийського на Балканах М. Чайковського. Будучи вихованим на творах польських письменників-романтиків із т. зв. української школи — звеличників давньої козацької України, вирішив прислужитися відновленню її політичної незалежності. Напередодні налагодив співпрацю з польською монархічною еміграцією на чолі з князем А. Чарторийським, яка, дбаючи про союзників напередодні польського повстання 1846, висловлювалася за політичну незалежність українців. За її дорученням мав податись на Тамань до Чорноморського козацького війська, по змозі увійти в контакт із донськими та азовськими козаками і там готувати ґрунт для їх участі в майбутній спільній із кавказькими горцями та польським корпусом з-над Дунаю війні проти царської Росії. Донцям він повинен був вкладати ідею створення окремої держави, союзної з Польщею, а чорноморців і азовців — заохочувати повернутися до Польщі з перспективою одержання за заслуги з рук відродженої в майбутньому королівської влади шляхетства.
Прибувши наприкінці жовтня 1845 до Таганрога (нині місто Ростовської обл., РФ), влаштувався там маляром місцевого театру, а в домах багатих козаків навчав дітей німецької мови. При спробі завести довірливу розмову із старшиною про необхідність визволення донського козацтва з-під влади Росії та про план майбутньої війни у спілці з поляками був заарештований, засуджений військовим трибуналом до каторжних робіт у Сибіру (Акатуй, Нерчинський завод), де тяжко захворів і незабаром помер. Похований у поселенні Борзінський пост (нині м. Борзя Забайкальського краю, РФ).